# Факултет безбедности Универзитета у Београду
Факултет безбедности Универзитета у Београду или скраћено Факултет безбедности је високошколска образовно-научна институција и колективна чланица у саставу Универзитета у Београду и припада групи факултета друштвених наука. Студенти имају могућност студирања основних, специјалистичких, мастер и докторских студија. Факултет не поседује сопствену зграду. Влада Србије најавила је изградњу наменске зграде, у комплексу који ће делити са још два факултета који немају свој простор.

## Историја

### Настанак и развој институције у периоду СФР Југославије
Идеја оснивања институције која ће касније бити позната као Факултет безбедности потекла је из концепта општенародне одбране и друштвене самозаштите Социјалистичке Федеративне Републике Југославије. Од 1945. до 1970. године спровођена је предвојничка обука, када се уводи предмет Одбрана и заштита који се од 1974. године изучава омладина од предшколског до студентског узраста. Ову обуку су спроводили резервна и активна војна лица под окриљем Савезног секретаријата за народну одбрану (ССНО). ССНО је седамдесетих година вршио обуку кадра за послове цивилне одбране што се показало неадекватним, те је донета одлука да се успостави нови систем оспособљавања кадра за професоре одбране и заштите, као и стручњака за послове цивилне одбране.
Године 1975. у Југославији се у пет од шест престоница социјалистичких република уводе студије општенародне одбране. Дана 18. маја 1975. године успостављен је „Институт за народну одбрану” који је врло брзо стекао статус „Одсека за друштвене науке и народну одбрану” Природно-математичког факултета. Због тога се 18. мај узима као Дан Факултета безбедности. За првог декана изабран је Милан Вучинић.
Услови рада Института и Одсека на Природно-математичком факултету су били веома тешки. Факултет је једино обезбедио коришћење амфитеатра, а остатак наставе је био извођен у биоскопима, домовима културе или када су сале Факултета биле слободне. Поред тога настава је била разбијена на јутарње и вечерње блокове часова, а недостајала је и адекватна теоријска и стручна литература, мањак наставног кадра, а на изучавали су се и природно-математички предмети који нису били усклађени са стручним предметима Одсека.
Одсеку су 1977. године дате на коришћење просторије Основне школе "Ђуро Ђаковић" у Београду. Већ наредне школске 1977/78 године због велике популарности, Одсек почиње са пријемом девојака, а у фебруару 1978. године Одсек добија први, други и трећи спрат у згради Друге економске школе у Београду где се и данас налази.
У овом периоду студенти Одсека су морали, у складу са концепцијом општенародне одбране и друштвене самозаштите, да прођу адекватну војну обуку. Прве три године студенти су имали војностручну наставу, која је осим класичне наставе на Војној академији у Београду садржала и делове основне (пешадијске обуке). На последњој, четвртој години студенти су имали обавезно стажирање у јединицама Југословенске народне армије.
Прешавши 1978. године у просторијама Друге економске школе у Београду, Одсек се издваја из Природно-математичког факултета и конституисао се као посебан Факултет: Факултет народне одбране Универзитета у Београду. У овом периоду постојало је велико интересовање за овај факултет, због тога што је радно место било загарантовано свим свршеним студентима био загарантован посао у струци, пре свега као професорима народне одбране или професора одбране и заштите у средњим школама Југославије, али и у „системима одбране у општинама, окрузима, покрајинама, републикама предузећима и другим институцијама које су имале потреби да се као такве припремају за цивилну одбрану и рад у ратним условима”.
Факултет народне одбране мења свој назив 1987. године у Факултет општенародне одбране и друштвене самозаштите, а 1990. године још једном мења свој назив у Факултет одбране и заштите.

### Од 1990. године до данас
Након распада Југославије 1991. године, укида се прво тадашњи Закон о народној одбрани и Закон о систему друштвене самозаштите. Због тога што нема законско утемељење, предмет Одбрана и заштита се школске 1993/94. године укида. Ове одлуке су снажно утицале на Факултет одбране и заштите, јер су послови у новом систему цивилне одбране били подељени између система одбране и полиције. Такође, Влада Републике Србије априла 1993. године донела одлуку од забрани уписа 18. генерације студената основних студија. 
Факултет од тада школује само ванредне студенте, пре свега дипломце Више школе унутрашњих послова и Факултета безбедности из Скопља и налазио се фактички пред гашењем. Јуна 1998. године створен је нови управни одбор Факултета безбедности, а бивши декан факултета Радован Јовић прихвата позив да опет постане декан и заједно са првим деканом Миланом Вучинићем који наступају с циљем да сачувају факултет. 
На основу члана 17 Закона о универзитету („Сл. гласник РС”, број 20/1998), Влада Републике Србије, донела је 16. марта 2000. године Одлуку о промени назива Факултета одбране и заштите Универзитета у Београду у Факултет цивилне одбране Универзитета у Београду („Сл. гласник РС”, број 10/2000 од 5. априла 2000). Факултету је први пут после више година одобрен упис нове генерације студената основних студија.
Основни проблем са којим факултет суочио у том периоду јесте то што звање професора народне одбране више није постојало, те стога школске 2003/2004. године се уводи нови наставни план и програм који предвиђа школовање менаџера безбедности. Према новом програму уводе се четири усмерења: безбедност, одбрана, цивилна заштита и заштита животне средине.
Коначно Факултет цивилне одбране 2006. године мења последњи пут своје име у Факултет безбедности.

## Издаваштво
Факултет безбедности издаје Годишњак Факултета безбедности од 2008. године, а поред тога разне монографије, уџбенике и друге радове.

## Декани факултета
Декани Факултета од његовог оснивања: 
- проф. др Милан Вучинић (1975–1981)
- проф. др Жарко Крупеж (1981—1986)
- проф. др Никола Иванчевић (1986—1990)
- проф. др Радован Ц. Јовић (1990—1994)
- проф. др Драгослав Војчић (1994—1998)
- проф. др Радован Ц. Јовић (1998—2001)
- проф. др Драгана Дулић (2001—2004).
- проф. др Владимир Н. Цветковић (2004—2008)
- проф. др Владимир Н. Цветковић (2008—2012)
- проф. др Радомир Милашиновић (2012—2016)
- проф. др Ивица Радовић (2016—2018)
- проф. др Владимир Н. Цветковић (2018 -- 2024)
- проф. др Младен Милошевић (2024 -- тренутно)